# Seldon Powell
Seldon Powell (* 15. November 1928 in Lawrenceville in Virginia; † 25. Januar 1997, Hempstead, New York) war ein amerikanischer Soul Jazz, Swing und Rhythm-and-Blues-Tenorsaxophonist und Flötist.
Powell besuchte bis 1957 die Juilliard School of Music in New York. Zu Beginn seiner Karriere spielte Powell mit Swingmusikern wie Lucky Millinder (1949–1951), Sy Oliver, Erskine Hawkins, Neal Hefti, Don Redman (1952 bis 1955), dem Sauter-Finegan Orchestra und Louis Bellson. 1958 war er mit Benny Goodman in Europa und spielte 1959 bei Woody Herman and His Orchestra. In den 1960er-Jahren wandte er sich mehr dem Soul Jazz zu und arbeitete mit Clark Terry (1963) und Buddy Rich (1960). Er arbeitete in den 1960er-Jahren fürs Fernsehen und als Freelancer in New York. 1968 war er mit dem Thad Jones/Mel Lewis Orchestra auf dem Berkeley Jazz Festival. Im Laufe seiner Karriere machte er Aufnahmen mit Big Joe Turner, Billy VerPlanck (1958), Friedrich Gulda (1956), Charlie Byrd, Eddie Jefferson, Tony Aless, Ernie Wilkins, Gato Barbieri, Joe Thomas und den 7th Avenue Stompers.

## Auswahldiskografie
- Big Joe Turner: Boss of the Blues (Atlantic Records, 1956)
- The Sauter-Finegan Orchestra – New Directions In Music (RCA Victor, 1953)
- Seldon Powell Sextet Featuring Jimmy Cleveland (Vogue, 1959) mit Roland Hanna, Freddie Green, Aaron Bell, Osie Johnson, Gus Johnson
- Conte Candoli: Rhythm Plus One (Epic Records , 1956)